# Otto Kauffmann senior

Porträt Otto Kauffmanns mit seiner Unterschrift, vor 1900

Carl Emil Otto Kauffmann (* 25. Januar 1845 in Hohleborn; † 21. September 1900 in Dresden) war ein deutscher Fabrikant.

## Leben
Otto Kauffmann wurde als Sohn des Papierfabrikanten Peter Philipp Kauffmann und dessen Frau Martha Elisabeth Kauffmann, geborene Wenige, geboren. Bei den Kauffmanns handelte es sich um eine Familie, die sich bereits seit einigen Generationen mit dem Papiermachen beschäftigt hatte.
Nach dem Besuch der Dorfschule in Hohleborn und der Realschule in Schmalkalden begann Otto Kauffmann zunächst eine Lehre in einem Eisenwarengeschäft in letzterem Ort, wechselte aber 1865 in das Fach der Papierherstellung in einer Dresdner Papierfabrik. Gleichzeitig hörte er Vorlesungen über Chemie und Maschinentechnik an der Dresdner Königlich Sächsischen Polytechnischen Schule. 1866 fand Kauffmann in einer hessischen Papierfabrik Anstellung, stieg jedoch etwa nach einem Jahr in die ehemals väterliche Fabrik in Hohleborn ein, in der er ca. eineinhalb Jahre wirkte. Nach sich anschließenden Tätigkeiten als Direktor von Papierfabriken in Altenkirchen und Troppau siedelte Kauffmann 1871 nach Dresden über. Dort hatte er im Jahr zuvor Amalie Koch geheiratet. In Niedersedlitz – damals noch ein Vorort von Dresden, aber durch die Anbindung an die Eisenbahnstrecke Dresden-Prag gut erschlossen – kaufte er ein 2,7 ha großes Grundstück an der Zschachwitzer Straße (heute Bahnhofstraße) für 4.916 Taler und 20 Groschen. Auf dieser Fläche gründete er eine Fabrik für schwefelsaure Tonerde, die am 1. November 1871 ihren Betrieb aufnahm und später unter der Bezeichnung „Chemische Fabrik, Schamottewaren und Mosaikplatten-Fabrik Otto Kauffmann“ international Bekanntheit erlangte.
Um 1880 ließ sich der Unternehmer eine der ersten Fabrikantenvillen in Niedersedlitz unmittelbar gegenüber dem Werkgelände auf der anderen Seite der Bahnhofstraße im neoklassizistischen Stil errichten.

## Söhne
Nach dem frühen Tod Kauffmanns 1900 übernahmen seine beiden Söhne Otto und Paul die Leitung des Unternehmens, welches sie erfolgreich fortsetzten.
Die Villa des Vaters bewohnte Otto Kauffmann junior. Zu DDR-Zeiten diente das unter Denkmalschutz stehende Gebäude viele Jahre als Kindergarten. 1993 wurde es unter Missachtung gesetzlicher Bestimmungen abgerissen. Heute befindet sich auf dem Grundstück der Neubau einer 2019 eröffneten Seniorenwohnanlage.
Paul Kauffmann (1878–1940) ließ sich 1911/12 auf der gegenüberliegenden Seite ein Wohngebäude errichten, das auf die Planung des Architekturbüros Lossow & Kühne zurückgeht. Die noch heute existierende, denkmalgeschützte und repräsentative Villa ist auch im Inneren weitgehend im Ursprungszustand erhalten und reichhaltig mit Fliesen aus Kauffmannscher Produktion gestaltet.